# Justas Dvarionas
Justas Dvarionas (* 1967 in Klaipėda) ist ein litauischer Pianist und Musikpädagoge.

## Leben
Ab seinem 2. Lebensjahr lernte er bei seiner Großmutter Aldona Dvarionienė. 1978 gewann Dvarionas den internationalen Pianisten-Wettbewerb Virtuosi per Musica di Pianoforte in Tschechien. Von 1974 bis 1985 absolvierte er die Čiurlionis-Kunstschule in Vilnius.  Nach dem Abitur absolvierte er das Studium mit Auszeichnung bei Lev Vlassenko und Mikhail Pletnev am Tschaikowski-Konservatorium in Moskau. In seinem letzten Studienjahr gewann er den Viotti International Piano Competition in Italien. Er besuchte Meisterkurse bei Vladimir Feltsman, Wladimir Dawidowitsch Aschkenasi, Dmitri Alexandrowitsch Baschkirow, Lasar Berman, Peter Eicher, Igor Lazko und Bernard Ringeissen.
Als Solokünstler, Kammer- und Orchestermusiker hatte er Konzerte in Deutschland, Schweden, Norwegen, Kanada, USA und Peru. Er war Mitglied in vielen  Jury-Gremien bei internationalen Wettbewerben.
Dvarionas engagiert sich beim Arbeitskreis Europäischer Musikgymnasien und im Dachverband Europäische Union der Musikwettbewerbe für die Jugend als Vizepräsident für internationale Wettbewerbe.

## Musikpädagoge
Von 1987 bis 1991  lehrte  Dvarionas  in der Musikschule am Konservatorium Moskau und von 1998 bis 2003 als Lektor an der Musik- und Theaterakademie Litauens. Seit 1993 arbeitet er als Lehrer an der Nationalen Mikalojus-Konstantinas-Čiurlionis-Kunstschule in Vilnius. Zu seinen Schülern zählen Gryta Tatorytė (* 1989), Dorotė Vdovinskytė (* 1998) und Donata Vaitkutė (* 1993), Aušrinė Garsonaitė. Seit 2015 lehrt er an der Musikakademie der Vytautas-Magnus-Universität in Kaunas. Er gibt regelmäßig Meisterkurse in Asien, Europa, Nord- und Südamerika und wurde mehrfach als Juror zu internationalen Wettbewerben eingeladen.

## Familie
Sein Vater war Jurgis Dvarionas (* 1943), Geiger und Professor. Sein Großvater war Balys Dvarionas (1904–1972), Komponist, Pianist und Dirigent. Seine Schwester Aistė Dvarionaitė-Beržanskienė (* 1974) ist Geigerin und Musiklehrerin.
Justas Dvarionas hat zwei Töchter, die ebenfalls musizieren.